# NGC 5969
NGC 5969 је елиптична галаксија у сазвежђу Змај која се налази на NGC листи објеката дубоког неба.
Деклинација објекта је + 56° 27' 5" а ректасцензија 15h 34m 50,9s. Привидна величина (магнитуда) објекта NGC 5969 износи 14,6 а фотографска магнитуда 15,6. NGC 5969 је још познат и под ознакама MCG 9-25-59, CGCG 297-18, NPM1G +56.0204, PGC 55491.